# Aproape
Aproape este un album al formației Luna Amară, lansat prin intermediul casei de discuri Universal Music România în anul 2016 pe suport CD și online, iar ulterior, în 2023, pe disc vinil de 12" (30 cm). Apărut la cinci ani după Pietre în alb – precedentul album de creație al trupei clujene – Aproape constituie o colecție de șapte cântece într-un registru semi-acustic, orchestrate cu acompaniament de coarde, dar care păstrează amprenta lirică și muzicală a trupei. Materialul este lansat în cadrul a două concerte susținute la Clubul Țăranului din București pe 22 și 23 octombrie 2016, membrii trupei fiind însoțiți pe scenă de cvartetul de coarde Light Quartet. Dublul eveniment de lansare este urmat de un turneu național în 13 orașe, alături de același cvartet, început la Oradea și încheiat la Galați la mijlocul lui ianuarie 2017.
„În această toamnă ne-am decis să semnăm cu Universal Music România și să lansăm un nou material discografic. Albumul se numește «Aproape», are 7 piese și nu știm precis dacă e un EP mai lung sau un LP mai scurt... Ce știm sigur e că primul single se numeste «Doar noi doi» și are un videoclip realizat de Resize Media care va apărea în curând. Dacă v-a plăcut «Don't Let Your Dreams Fall Asleep», atunci o să vă placă și «Aproape», însă veți avea și una-două surprize... Turneul de promovare începe pe 15 octombrie, în cadrul evenimentului «fEast» de la Londra, și continuă în țară până în decembrie. Așteptăm cu nerăbdare să ne vedem la concerte!”—Mihnea Blidariu, 2016
Albumul este plasat pe primul loc în topul albumelor românești din anul 2016, clasament realizat de revista Muzici și Faze, fiind prezentat astfel: „Surprinzător moment de inspirație în cel mai bun disc Luna Amară. Protestele și angoasele au lăsat locul unui strop de dragoste și de Radiohead. Redacția «Muzici și Faze» are albumul în heavy rotation și credem că «Aproape» va rămâne o referință a decadei. Bravo!”

## Piese
1. Aproape (4:41)
2. Doar noi doi (4:08)
3. Duși de val (3:27)
4. Lampioane (4:45)
5. Pene (5:50)
6. Prea târziu (5:03)
7. Prieteni călători (5:25)

## Personal
Componența formației:
- Mihnea Blidariu – vocal, chitară, trompetă, bas synth la piesa „Prieteni călători”
- Nick Făgădar – vocal, chitară
- Șerban Onțanu – chitară
- Sorin Moraru – chitară bas, synth la piesele „Doar noi doi” și „Duși de val”
- Răzvan Ristea – baterie

A colaborat Les Nuages – acompaniament instrumental coarde. Partituri pentru cvartetul de coarde: Dorin Ghiuță (Luni la teatru), cu excepția piesei „Aproape” – Dan Georgescu.
Detalii tehnice:
- Înregistrări muzicale efectuate la studioul Luna Recording din Cluj-Napoca (2016). Inginer de sunet: Oliver Vegh.
- Mixaje și masterizare: Dan Georgescu.
- Grafică: Florin Chereji. Fotografii: Georgiana Gîrboan.